# (500588) 2012 UU97
(500588) 2012 UU97 es un asteroide perteneciente al cinturón de asteroides descubierto el 6 de octubre de 2012 por el equipo del Mount Lemmon Survey desde el Observatorio del Monte Lemmon, Arizona, Estados Unidos.

## Designación y nombre
Designado provisionalmente como 2012 UU97.

## Características orbitales
2012 UU97 está situado a una distancia media del Sol de 3,137 ua, pudiendo alejarse hasta 3,284 ua y acercarse hasta 2,990 ua. Su excentricidad es 0,046 y la inclinación orbital 3,936 grados. Emplea 2030,14 días en completar una órbita alrededor del Sol.

## Características físicas
La magnitud absoluta de 2012 UU97 es 16,7. 